# Natasha Artin
Natasha Artin, nacida de apellido Jasny (11 de junio de 1909, Leningrado, Imperio ruso – 3 de febrero de 2003, Nueva Jersey, Estados Unidos), fue una fotógrafa y matemática ruso-americana.

## Biografía

### Infancia en la Rusia revolucionaria
Natasha era hija de Naum Jasny, un economista ruso-judío de Járkov (actualmente en Ucrania). Su madre era dentista y aristócrata ortodoxa rusa. Por aquel entonces, los ortodoxos rusos tenían prohibido casarse con judíos, por lo que su madre se convirtió al protestantismo, para poder casarse. Finalmente se casaron en Finlandia.
Naum Jasny fue activista menchevique y huyó a Tiflis (sur del Imperio Ruso, hoy en Georgia), tras de la Revolución de Octubre en 1917. Natasha, su hermana y su madre se reencontraron con él 3 años después, en 1920. Después de que los bolcheviques tomaron el control de Georgia, la familia entera se exilió en Austria en 1922.

### Su vida en la Alemania nazi

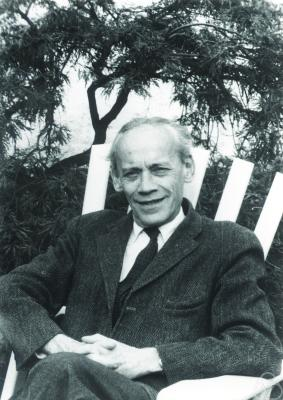
Su esposo, Emil Artin, célebre matemático austríaco, fue su compañero de "exilios"

La familia vivió en Austria por dos años, y en 1924 se trasladó a Berlín, y al poco tiempo a Hamburgo, Alemania. Natasha Jasny, que había asistido a la escuela progresista Lichtwark, incursionó en la fotografía con una simple cámara de caja y procesando sus fotos en el baño de la casa, como un improvisado cuarto oscuro.
En 1929 se casó con el matemático Emil Artin, con quien tuvo 2 hijos. Natascha se graduó en matemáticas en 1930 en la Universidad de Hamburgo.
La década que siguió, 1930, no era un buen momento para que los judíos permanecieran en un país como Alemania: se estaba gestando el gobierno nazi. Al ser mitad judía, Natasha y su marido vieron relegados sus ingresos y otras complicaciones (como persecuciones y prohibiciones), a instancias de las leyes del Partido Nazi. Otro nuevo exilio: dejaron Alemania y se embarcaron a EE. UU. en 1937.

### Exilio en Estados Unidos
En cuanto la familia arribó a Estados Unidos, se ubicaron en Indiana, ciudad donde tuvieron solvencia laboral en las universidades locales, y en 1938 la familia recibió a su tercer hijo (Tom, americano). Durante la Segunda Guerra Mundial, Natasha fue calificada por los EE. UU. como "espía". Para salvar otra nueva persecución (además de todas los que ya habían padecido), Natasha ofreció sus servicios al ejército de EE. UU., que finalmente la contrató para enseñar ruso a los soldados americanos en la Universidad de Indiana.
En 1946, la familia se mudó a Nueva Jersey. Emil y Natalia se divorciaron en 1958. Emil Artin regresó a Hamburgo (donde falleció en 1962), y Natasha volvió a casarse en 1960, con el compositor Mark Brunswick.
Natasha regresó a Alemania en 1998 como huésped oficial de la ciudad de Hamburgo, y para honrar a su exmarido, Emil Artin, en la celebración de su centésimo aniversario. Natasha pasó sus últimos años de vida en Princeton, Nueva Jersey, hasta su muerte en 2003 (93 años), luego de un pasado lleno de persecuciones y exilios.

## Trabajos

### En matemática
Natasha se desempeñó en el departamento de matemática de Universidad de Nueva York. En 1948 fue editora de la revista Matemática Aplicada, fundada en el Instituto Courant de Ciencias Matemáticas en 1948, y desde 1956 hasta 1989 fue editora traductora principal de la revista Teoría de la Probabilidad y sus Aplicaciones. En reconocimiento a su extensa membresía (por más de 50 años), fue nombrada Miembro Honorario de la Sociedad Matemática Americana.

### En fotografía
Natasha nunca se consideró una profesional de la fotografía, sino que lo consideró como una "pasión privada". Obtuvo su primer cámara Leica (regalo de su marido Artin), con la que exploró la arquitectura de Hamburgo, muy influida en las ideas del Bauhaus (basada en las líneas claras y brillantes).
Al ser calificada como espía durante la Segunda Guerra Mundial, su cámara fue confiscada por la policía de EE. UU. en 1942. Su hijo Tom, redescubrió, 40 años más tarde, sus trabajos fotográficos en su gabinete privado, y contactó con galerías de Alemania para que fueran exhibidos en la galería Kunstgenuss galería en Hamburgo-Eppendorf en el año 1999. En 2001, el Museo fûr Kunst und Gewerbe organizó una exposición de 230 impresiones originales, de los años 1920 y la década de 1930. A pesar de su edad (91 años), Natascha viajó desde Nueva York a Hamburgo para atender la apertura del evento. El museo actualmente 230 impresiones originales, cumpliendo finalmente el logro de un postergado cierre de su etapa artística.